# Malononitril
Malononitril (propandinitril) je nitril i cijanougljenik sa formulom . Malononitril je relativno kiseo, sa  od 11 u vodi. To omogućava njegovu upotrebu u reakcijama kondenzacije, na primer u pripremi CS gasa:

## Spoljašnje veze
- [мртва веза]